# Sergej Karcevskij
Sergej Karcevskij (ryska: Сергей Карцевский), född 28 augusti 1884 i Tobolsk, död 7 november 1955 i Genève, var en rysk lingvist och litteraturhistoriker. Han var en av de tongivande medlemmarna av Pragskolan. Karcevskij var en av Ferdinand de Saussures elever och spred dennes teorier i Ryssland. Karcevskij tvingades dock att lämna Ryssland i samband med ryska revolutionen 1917. Han lade 1927 fram sin avhandling Système du verbe russe. Essai de linguistique synchronique vid universitetet i Genève; en av hans handledare var Charles Bally.